# Хирнер, Лиза
Лиза Хирнер (нем. Lisa Hirner; род. 3 октября 2003, Леобен, Штирия) — австрийская лыжница, выступающая в лыжном двоеборье. Трёхкратный бронзовый призёр чемпионатов мира, призёр этапов Кубка мира.

## Карьера
Лиза Хирнер дебютировала на международной арене 7 января 2017 года на юношеском кубке в Гаррахове, где заняла третье место.
Хирнер представляла Австрию на зимних юношеских Олимпийских играх 2020 года, где стала чемпионкой в индивидуальных соревнованиях по лыжному двоеборью среди девушек.
В 2023 году, на чемпионате мира в Словении, австрийская лыжница в смешанном командном соревновании двоеборцев стала обладательницей бронзовой медали.
На чемпионате мира 2025 года в Тронхейме в смешанном командном соревновании завоевала бронзовую медаль, а затем стала третьей в индивидуальной гонке по системе Гундерсена.

## Личная жизнь
Хирнер выросла в спортивной семье. В юности занималась футболом и несколько лет тренировалась в дзюдо. Училась в спортивном отделении Политехнической школы Айзенерца. С осени 2019 года проходила профессиональную подготовку в качестве инженера-конструктора в Северном учебном центре Айзенерца.

### Чемпионат мира
- 3 медали (3 бронзы)

| Год                                                  | Возраст | NH     |
| ---------------------------------------------------- | ------- | ------ |
| Планица 2023, смешанный командный                    | 19      | Бронза |
| Тронхейм 2025, смешанный командный                   | 21      | Бронза |
| Тронхейм 2025, нормальный трамплин + 5 км Гундерсена | 21      | Бронза |